# Giulio Racah

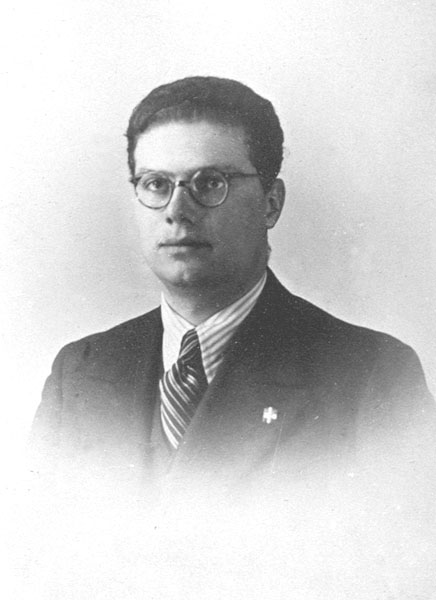
Giulio Racah

Giulio (Joel) Racah /ʤiuliɔ raˈkaː/ (heb. ג'וליו (יואל) רקח, ur. 9 lutego 1909 we Florencji; zm. 28 sierpnia 1965 tamże) – włoski fizyk i matematyk, żydowskiego pochodzenia.

## Życiorys
Urodził się jako Joel Racah, w żydowskiej rodzinie, we Florencji. Tam też pobierał naukę i studiował na Uniwersytecie. Następnie studiował w Rzymie, a w 1937 roku przeniósł się na Uniwersytet w Pizie i studiował razem z Enrico Fermim i Wolfgangiem Paulim. Ze względu na antysemickie nastroje panujące we Włoszech, w 1939 przeniósł się na Uniwersytet Hebrajski, w ówczesnym Brytyjskim Mandacie Palestyny. Wkrótce potem został tam dziekanem Wydziału Nauk (1946-1948), a następnie rektorem całej uczelni (1961-1965). Stworzył tam instytut fizyki, który w 1970 roku została nazwany jego imieniem: „The Racah Institute of Physics”. W 1958 roku został uhonorowany Nagrodą Izraela. Zmarł przedwcześnie w wyniku wypadku we Florencji.
Był głównie znany z określenia parametru Racah oraz z wyprowadzenia wielomianu Racah. Racah wywarł ogromny wpływ na teorię kwantowego momentu pędu, co ma fundamentalne znaczenie dla kwantowych modeli atomów  w chemii (oddziaływania między orbitalnym momentem pędu a spinem, oddziaływania z jądrowym momentem pędu; zajmował się znajdowaniem funkcji falowej dla wypadkowego momentu pędu). Opracował współczynniki pozwalające na sprzęganie ze sobą trzech momentów pędu (współczynniki W Racaha). Sformułował też wzór na (prostsze) współczynniki Clebscha-Gordana, które mają zastosowanie w sprzęganiu dwóch momentów pędu, a także stworzył komutacyjną definicję tensora nieprzywiedlnego (tensora transformującego się pod wpływem rotacji jak harmoniki sferyczne).